# Rút (jméno)
Rút je ženské biblické rodné jméno hebrejského původu (hebrejsky רות, Rut). Vykládá se jako „přítelkyně“. Podle českého kalendáře má svátek 14. března. Další varianty jména jsou Rut a Ruth. Je po něm pojmenován měsíční kráter Ruth.

## Rút v jiných jazycích
- Slovensky: Rút
- Německy, anglicky, francouzsky, italsky: Ruth
- Polsky: Rut nebo Ruth nebo Ruta
- Rusky: Ruf
- Španělsky: Rut

## Známé nositelky jména
- Ruta Sepetysová - americká spisovatelka s litevskými kořeny
- Rút – biblická postava, žena moabského původu, prababička krále Davida
- Rut Arnonová – izraelská biochemička a imunoložka
- Ruth Beitiaová
- Rut Bízková
- Rut Horáčková – dcera textaře Michala Horáčka
- Rut Kolínská
- Marie Rút Křížková – česká literární historička, pedagožka a redaktorka

## Jako příjmení
- Rut (příjmení)